# Oquitoa
Oquitoa ist ein Dorf im mexikanischen Bundesstaat Sonora mit 411 Einwohnern und Verwaltungszentrum des Municipio Oquitoa. Es liegt im Nordwesten Sonoras zwischen Atil, Trincheras und Altar.

## Geschichte
1689 wurde das Dorf unter dem Namen San Antonio de Oquitoa gegründet. Gründer soll der Jesuiten Missionar Eusebio Kino gewesen sein.